# (200300) 2000 BK14
(200300) 2000 BK14 es un asteroide perteneciente al cinturón de asteroides descubierto el 28 de enero de 2000 por Takao Kobayashi desde el Observatorio de Ōizumi, Ōizumi, Japón.

## Designación y nombre
Designado provisionalmente como 2000 BK14.

## Características orbitales
2000 BK14 está situado a una distancia media del Sol de 2,778 ua, pudiendo alejarse hasta 3,602 ua y acercarse hasta 1,953 ua. Su excentricidad es 0,296 y la inclinación orbital 8,807 grados. Emplea 1691,27 días en completar una órbita alrededor del Sol.
Los próximos acercamientos a la órbita de Júpiter se producirán el 13 de febrero de 2044, el 5 de diciembre de 2066 y el 2 de febrero de 2128.

## Características físicas
La magnitud absoluta de 2000 BK14 es 15,7. Tiene 3,441 km de diámetro y su albedo se estima en 0,094. 